# Бигхорнская экспедиция
Бигхорнская экспедиция (англ. Bighorn Expedition) — военная операция американской армии против северных шайеннов и лакота в марте 1876 года, проходила в районе реки Бигхорн. Единственным успехом операции стало уничтожение шайеннского лагеря 17 марта 1876 года.

## Предыстория
Открытие золота в Блэк-Хилс в 1874 году экспедицией подполковника Джорджа Армстронга Кастера и последовавший за этим наплыв старателей спровоцировали вооружённые столкновения между индейцами и белыми. Правительство США по условиям договора в форте Ларами обязывалось не допускать белых в индейские резервации и, соответственно, в Блэк-Хилс. Также, согласно договору, американские власти обязались удалять всех белых с земель сиу, а в случае, если белые будут игнорировать права индейцев и всё же вторгаться на их территории, применить войска и позволить индейцам самим силой выдворять пришельцев. Летом 1875 года в Блэк-Хилс уже находилось около 800 золотоискателей.
Власти США не отважились на жёсткие меры против собственных граждан и попытались провести переговоры с сиу о продаже этой территории. Правительство приказало всем индейским группам прибыть в агентства к 31 января 1876 года, иначе они будут считаться враждебными и войска отправят их туда силой. Кочевать зимой было крайне тяжело, и многие индейцы отказались это делать. 8 Февраля 1876 года генерал Филипп Шеридан телеграфировал Джорджу Круку и Альфреду Терри, приказывая им предпринять зимние карательные кампании против враждебных индейцев.

## Ход операции

### Начало операции
1 марта 1876 года бригадный генерал Джордж Крук, командующий Департаментом Платт, выступил на север из форта Феттерман, Территория Вайоминг. Цель генерала Крука состояла в том, чтобы нанести удар по враждебным индейцам, когда они были наиболее уязвимы в своих зимних лагерях. В его распоряжении было 883 человека, включая армейских скаутов, большой вьючный караван и обоз фургонов. Среди проводников генерала находился Фрэнк Гроуард, который жил среди лакота и говорил на их языке. Погода стояла снежная и морозная, что затрудняло продвижение армейской колонны.

### Первая стычка
Ранним утром 3 марта 1876 года индейские воины напали на стадо крупного рогатого скота экспедиции, насчитывавшее более 200 голов. Солдаты приготовились к отражению нападения, но его не последовало. Индейцы тяжело ранили одного из пастухов, Джона Райта, который впоследствии скончался 28 марта 1876 года, и угнали 45 голов скота. Предприняв погоню, примерно через 9 км скауты увидели, что след разделился — индейцы, очевидно, бросили угнанное стадо, которое затем, судя по всему, направилось в сторону форта Феттерман. Решив, что большинство животных доберется до форта и хотя бы накормит местных солдат, а не индейцев, преследователи прекратили погоню.

### Перестрелка у форта Рено
5 марта выпало большое количество снега, который значительно затруднил продвижение колонны. Войска Крука медленно двигались по Бозменской тропе на север к старому форту Рено, достигнув его вечером того же дня. Форт был оставлен армией восемь лет назад. Экспедиция установила свою базу снабжения рядом с заброшенным постом и Крук приказал оставить фургоны на складе. Пехота, сопровождающая колонну, роты С и I 4-го пехотного полка под командованием капитана Эдвина Коутса, осталась охранять базу.
Когда армия Крука обустроились на ночлег, часовой заметил троих приближавшихся верховых индейцев. Решив, что это очередной набег за скотом, и не имея приказа окликать до того, как начать стрелять, часовой открыл огонь. Индейцы рванули в обратную сторону, и внезапно раздались выстрелы. Стреляли воины, укрывшиеся в зарослях по обе стороны лагеря. Костры, всё ещё горевшие, были тотчас потушены, но индейцы уже успели использовать их, чтобы наметить цели. Не имея возможности различить хоть что-то в окутавшей лагерь темноте, солдаты дожидались вспышки очередного выстрела со стороны зарослей, а затем стреляли в это место. Стычка продолжалась меньше часа, потом индейцы внезапно исчезли. Единственным раненым оказался капрал Джеймс Слейви с оцарапанной пулей щекой. Одним из аспектов, который делал это сражение редким, было то, что это была ночная перестрелка, что не было обычным событием во время войн с индейцами Великих равнин.

### Битва при реке Паудер
6 марта экспедиция продолжила движение на север, а 7 марта пять кавалерийских батальонов двинулись к слиянию Прейри-Дог-Крик и реки Тонг. Достигнув этой точки 12 марта, кавалеристы двинулись сначала вниз по реке Тонг, а затем к верховьям Оттер-Крик. Они опять не увидели индейцев, но множество следов вело на восток к реке Паудер. Это обстоятельство убедило Крука в том, что Сидящий Бык и остальные враждебные вожди стоят лагерем где-то у слияния рек Паудер и Литтл-Паудер. В 5 часов вечера 16 марта он разделил свою колонну и послал полковника Джозефа Рейнолдса с примерно 379 солдатами, снабдив их продовольствием на один день, на юго-восток к реке Паудер. Генерал Крук взял с собой около 300 человек экспедиции и вьючный обоз, с которым он планировал встретиться с Рейнолдсом в устье Лодж-Поул-Крик 17 марта. Ночью Фрэнк Гроуард и другие разведчики возглавили войско Рейнолдса и пошли по следам. Обнаружив селение индейцев на западном берегу реки, скауты немедленно доложили об этом полковнику Рейнолдсу.
Утром 17 марта кавалеристы Рейнолдса атаковали индейское селение, в котором находились северные шайенны и оглала. Захватив лагерь, полковник приказал уничтожить всё индейское имущество. Индейцы, вынужденные бежать, спрятали своих женщин и детей и контратаковали солдат, обрушившись на них с такой яростью, что потеснили их назад. Хотя индейцы потеряли только от двух до трёх убитыми и от одного до трёх ранеными во время битвы, они потеряли большую часть своего имущества. Рейнолдс приказал своим солдатам отступить. Американцы перебрались на восточный берег реки и двинулись на юг. Отход перерос в поспешное отступление вверх по реке Паудер, которое не остановилось до самого Лодж-Поул-Крика.

### Окончание операции
Рано утром 18 марта шайенны отбили более 500 своих лошадей, и полковник Рейнольдс приказал своим людям не преследовать их. В тот же день войска Крука присоединилась к Рейнолдсу. Воссоединённая колонна вернулась на базу в старый форт Рено, где раненые солдаты были помещены в фургоны, а роты капитана Коутса из 4-го пехотного полка присоединились к экспедиции после двух недель разлуки. 26 марта 1876 года все солдаты и офицеры, за исключением четырёх человек, убитых 17 марта, вернулись в форт Феттерман, Территория Вайоминг, завершив 26-дневную кампанию.

## Итоги
Джордж Крук был в ярости от действий полковника Рейнолдса. Он намеревался использовать захваченный индейский лагерь в качестве базы для своих дальнейших операций. Уничтожение Рейнолдсом лагеря разрушило этот план и генерал, свернув свои операции, вернулся в форт Феттерман.
Войска экспедиции прошли путь более 660 км через пять современных округов в двух штатах. Командование понесло более 79 потерь от различных причин, в том числе 4 убитых, 8 раненых, 1 раненый в результате несчастного случая и более 66 обмороженных. В январе 1877 года военный суд в Шайенне признал Рейнолдса виновным по всем обвинениям. Он был приговорён к отстранению от должности и командования на один год. Неудавшаяся экспедиция Крука и Рейнолдса и их неспособность нанести серьёзный урон лакота и шайеннам, способствовали дальнейшему сопротивлению индейцев.